# Eimer (Rauchgerät)

Aufbau eines klassischen Raucheimers

Ein Eimer ist ein Rauchutensil, das vornehmlich dem Konsum THC-haltiger Drogen wie Haschisch oder Marihuana dient. In der klassischen Form besteht die Konstruktion aus einem mit Wasser gefüllten Eimer und einer bodenlosen Flasche, über die das Rauchmaterial inhaliert wird.
Die Rauchmethode, auch als Eimerrauchen, Eimern oder Bucketkicken bezeichnet, wird meist beim Drogenkonsum genutzt, um die Wirkung des Rauschmittels mittels hoher Konzentration zu beschleunigen und zu maximieren. Ebenso wird gelegentlich auch die Droge Kokain in den rauchbaren Formen Crack und Freebase mittels dieser Technik konsumiert.

## Funktionsprinzip
Im Gegensatz zur Bong dient das Wasser dazu, durch den bei Anheben der Flasche entstehenden Unterdruck Luft durch den glühenden Kopf zu saugen.

Schematische Darstellung einer Waterfall-Bong

Bei einer alternativen Bauweise, dem sogenannten Waterfall Bong wird der benötigte Unterdruck dadurch erzeugt, dass ein Loch in einer mit Wasser gefüllten Flasche geöffnet wird, durch das das Wasser abgelassen wird.
Bei beiden Bauweisen wird der entstandene Rauch anschließend, nach Entfernen des Kopfes, inhaliert.

## Rauchvorgang

Schematische Darstellung des Eimerrauchens

Der Rauchvorgang läuft schematisch bei beiden Bauweisen so ab, dass zunächst der Kopf von der Flasche entfernt und der Rauch anschließend inhaliert wird.
Dabei gibt es jedoch unterschiedliche Techniken. So kann der Rauch sowohl langsam, als auch, durch bei erneutem Eintauchen der Flasche entstehenden Druck, sehr schnell inhaliert werden. Letzteres ist jedoch nicht bei einem Waterfall Bong möglich, da dort das Wasser nicht ähnlich schnell wieder zugeführt werden kann.
Darüber hinaus gibt es noch die Methode des „Kickens“ oder „Blubb“. Dabei wird mit dem Mund ein leichter Unterdruck erzeugt, bevor die Flasche aus dem Wasser gezogen wird, wodurch der Rauch auf einmal in die Lunge gelangt.

## Gesundheitliche Risiken
Aufgrund des hohen Rauchvolumens, das beim Eimerrauchen inhaliert wird, werden die Lungen stärker geschädigt als bei den meisten anderen Rauchvarianten. Einatmen unter erhöhtem Druck kann leicht zu Hustenreiz bis hin zur Schädigung der Lunge führen, was bei der zusätzlichen Verwendung nikotinhaltiger Tabakprodukte in noch schwerwiegenderem Ausmaß erfolgen kann. Im Gegensatz zu anderen Methoden des Cannabiskonsums, beispielsweise zu einem Joint, wird der Rauch konzentrierter und schneller eingeatmet, sodass eine regulierte Dosierung für unerfahrene Konsumenten unterbleibt. Diese können so leicht eine stärkere Dosis einatmen, als sie gewöhnt sind, was zu starken Rauschzuständen führen kann. In der Regel wird das Eimern nur von Personen angewendet, die eine hohe Cannabistoleranz besitzen oder durch die schnelle Einnahme einer hohen Dosis einen sehr starken Rauschzustand hervorrufen wollen.